# Gymnasium Kundmanngasse
Das Gymnasium Kundmanngasse (auch Landstraßer Gymnasium, GRG3 Kundmanngasse oder Die Kundmanngasse) ist ein Gymnasium und Realgymnasium in der Kundmanngasse 20–22 im dritten Wiener Gemeindebezirk Landstraße. Das Gebäude steht unter Denkmalschutz (Listeneintrag).

## Bauwerk
Das Schulgebäude ist ein freistehender strenghistoristischer Baublock mit zwei Innenhöfen und wurde ursprünglich als Lehrerbildungsanstalt geplant. Es wurde 1876 von den Architekten František (Franz) Schmoranz und Jan Machytka als Pendant zum Palais Rasumofsky errichtet. Zwischen den Rückseiten der beiden Gebäude befindet sich der letzte Rest der Parkanlagen des ehemaligen Palais Rasumofsky. Südlich schließt der in den 1960er-Jahren erbaute Turnsaaltrakt mit Atombunker an.
Die Fassaden weisen seichte Risaliten bei den Eingängen mit großer ionischer Halbsäulen- und Pilastergliederung auf. Das Gebäude hat zwei Stiegenhäuser mit dreiläufigen Treppen und Arkaden zwischen toskanischen Säulen und Pfeilern.
Seit der im Jahr 1998 abgeschlossenen Generalsanierung des Schulgebäudes verfügt die Schule über 29 Klassenräume in unterschiedlichen Größen, eine Schulbibliothek, einen Mehrzwecksaal für diverse Schulveranstaltungen („Beethovensaal“), zwei Turnsäle im Anbau und einen kleinen Sportplatz im Freien. Außerdem gibt es noch zwei große Pausenhallen (überdachte Innenhöfe).

## Geschichte

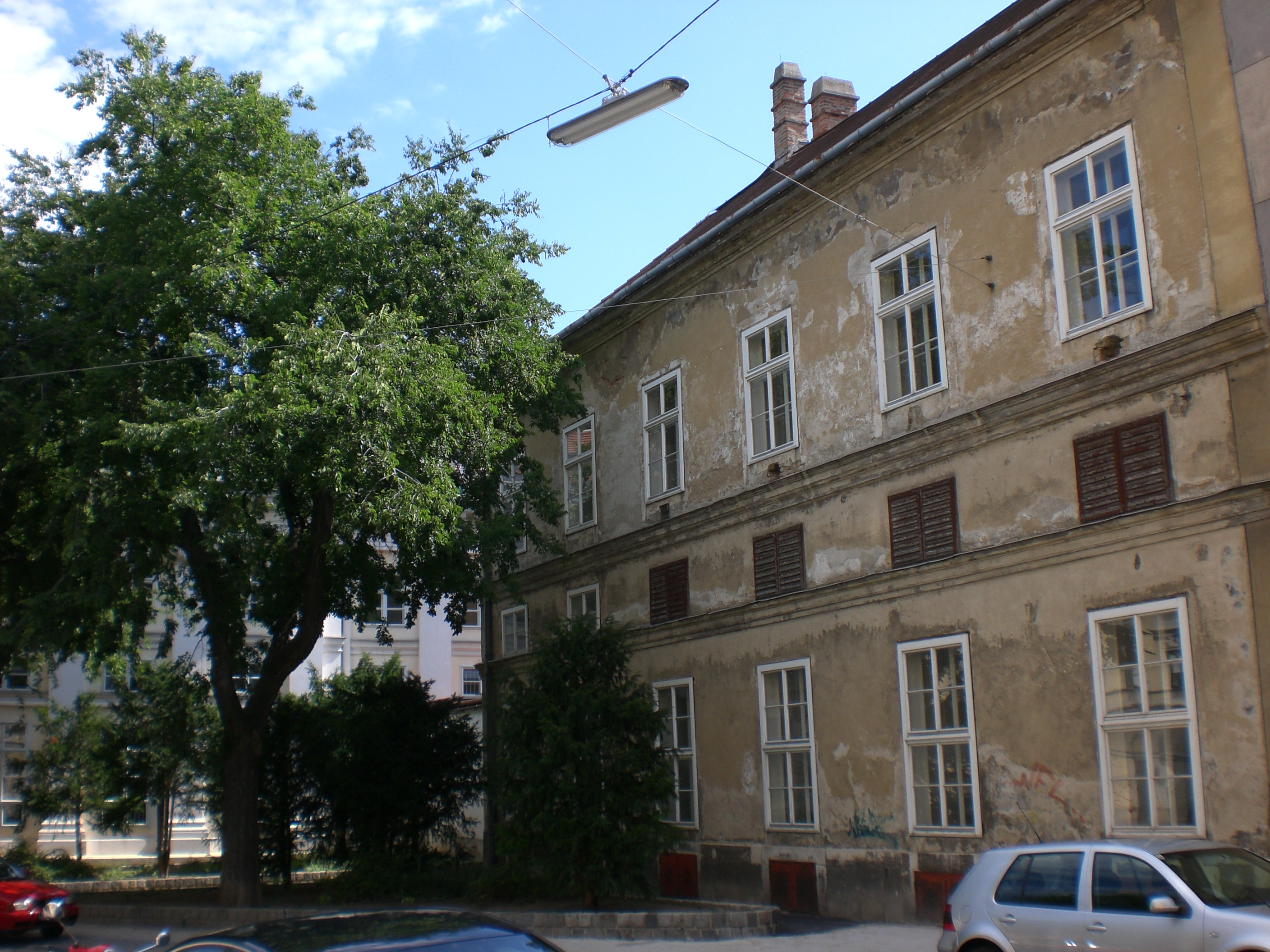
Heute noch bestehender Teil des ursprünglichen Schulgebäudes

Im Gründungsdekret der Schule steht zu lesen:

„Mit Allerhöchster Entschließung vom 13. Jänner 1869 haben seine k. k. Apostolische Majestät allergnädigst anzuordnen geruht, daß in Wien zwei Real-Untergymnasien auf Kosten der öffentlichen Fonde zu errichten seien. Die Eröffnung des Real-Untergymnasiums im Dritten Bezirk soll womöglich mit dem Beginn des Schuljahres 1869/70 stattfinden.“

In der darauf folgenden Entschließung steht, dass das neue Gymnasium im Palais Rasumofsky untergebracht werden soll. Die dortige Oberrealschule wurde ausgesiedelt, sodass am 1. Oktober 1869 das Real-Untergymnasium mit vier Klassen eröffnet werden konnte.
Zum Zeitpunkt der Eröffnung der Schule war es das erst fünfte Gymnasium in Wien. Nur das Akademische Gymnasium (Gründungsjahr 1553), das Piaristengymnasium (1697), das Theresianum (1746) und das Schottengymnasium (1807) sind älter.
Noch während des ersten Schuljahres wurde die schrittweise Erweiterung zu einem Real-Obergymnasium genehmigt. Am Ende des ersten Schuljahres besuchten 95 Schüler die Schule.
Am 9. Mai 1870 wurde durch Kaiser Franz Joseph I. den damaligen Direktor August Gernerth das Ritterkreuz des Franz-Joseph-Orden verliehen.
Schon nach wenigen Jahren wurde deutlich, dass die Räumlichkeiten im Palais Rasumofsky zu klein waren. Man kämpfte mit Raumnot und überfüllten Klassen – teilweise mussten sich bis zu 80 Schüler das Klassenzimmer teilen. Aus diesem Grund wurde der Wunsch nach einem eigenen Schulgebäude immer größer.
1873 genehmigte der Kaiser den Bau eines neuen Schulgebäudes in der Verlängerung der damaligen „Blumengasse“ Im Schuljahr 1877/78 wurde das Bauwerk nach Plänen von Jan Machytka als stilistisches Pendant zum Palais Rasumofsky fertiggestellt. Im Oktober 1877 wurde das Realunter- und Obergymnasium in ein k.k. Staatsgymnasium umgewandelt.
Im April 2019 wurde eine Gedenktafel mit den Namen der nach dem Anschluss Österreichs vertriebenen jüdischen Schülerinnen und Schüler in einem dafür eingerichteten Gedenkraum enthüllt.

## Liste der Direktoren
| Name              | Amtszeit  | Anmerkungen                  |
| ----------------- | --------- | ---------------------------- |
| August Gernerth   | 1869–1876 |                              |
| Anton Schlenkrich | 1876–1886 |                              |
| Leopold Konvalina | 1886–1891 |                              |
| Leopold Lampel    | 1891–1897 |                              |
| Joseph Zychna     | 1897–1908 |                              |
| Franz Spengler    | 1908–1916 |                              |
| Anton Kunz        | 1916–1918 | interimistischer Schulleiter |
| Adolf Fischer     | 1918–1923 |                              |
| Rudolf Kroenig    | 1923–1934 |                              |
| Josef Swoboda     | 1934–1938 |                              |
| Ferdinand Walter  | 1938–1945 | kommissarischer Schulleiter  |
| Josef Swoboda     | 1945–1950 |                              |
| Leopold Malcher   | 1950–1968 |                              |
| Franz Brenner     | 1968–1969 | interimistischer Schulleiter |
| Friedrich Preißl  | 1969–1986 |                              |
| Wolf Peschl       | 1986–2007 |                              |
| Herbert Groß      | 2007–2008 | interimistischer Schulleiter |
| Marion Waldmann   | seit 2008 |                              |

## Bildungsangebot
Beim Schultyp Bundesgymnasium liegt der Schwerpunkt auf Sprachen. Alle Schüler haben ab der fünften Schulstufe Englisch als Pflichtfach. Ab der siebenten Schulstufe wird wahlweise Latein oder Französisch als Pflichtfach angeboten. Diejenigen, die in der siebenten Schulstufe Latein gewählt haben, können in der neunten Schulstufe zwischen Altgriechisch und Spanisch als Pflichtfach auswählen. Alle die, die in der fünften Schulstufe Französisch gewählt haben, bekommen ab der neunten Schulstufe Latein dazu.
Im schulautonomen Bundesrealgymnasium wird im Gymnasium Kundmanngasse ab der siebenten Schulstufe GMC (Geometrie-Mathematik-Computer) und Informatik als Schularbeitsfach unterrichtet. In der achten Schulstufe gibt es ein „Naturwissenschaftliches Labor“ – eine Kopplung der Fächer Biologie, Physik und Chemie. In der elften und zwölften Schulstufe wird Darstellende Geometrie unterrichtet. Schüler des Realgymnasiums haben von der neunten bis zur zwölften Schulstufe wahlweise Latein oder Spanisch.
Als Wahlpflichtfächer werden auch die Sprachen Spanisch, Italienisch und Französisch (für die Schüler des Realgymnasiums) angeboten.
Als 2007 für die Unterstufe und 2010 für die Oberstufe der Unterricht am Samstag abgeschafft wurde, war das GRG3 damit eine der letzten Schulen Wiens.

## Aktivitäten und Reisen

### Aktivitäten
Neben dem Pflichtunterricht bietet die Schule zahlreiche Freifächer an. Neben Fußball werden unter anderem Basketball, Volleyball, Sportklettern, Hallenhockey, Hip-Hop-Tanz, Schach- und Tauchkurse angeboten.
Angeboten wird etwa das Freifach „Bühnenspiel“, bei dem am Ende jeden Schuljahres ein Theaterstück aufgeführt wird.
Außerdem gibt es einen Erste-Hilfe-Kurs, einen Kurs zu wissenschaftlichem Arbeiten, Legastheniebetreuung, und vieles mehr.
Schüler dieser Schule nehmen nach intensiver Vorbereitung bei den Olympiaden in Mathematik, Latein, Physik und Griechisch teil.
Seitdem ein 17-jähriger Schüler im Jahr 2005 brutal zusammengeschlagen wurde, veranstaltet der Elternverein jedes Jahr ein Projekt zum Thema Zivilcourage mit dem Titel „Schau nicht weg“. Einmal im Jahr, Anfang Februar, wird dieses Thema den Schülern durch Vorträge von Fachpersonen, Übungen, Selbstverteidigungskursen und Exkursionen nähergebracht.

### Reisen
Die Schule ist bekannt für ihre zahlreichen Reisen. In der sechsten und siebten Schulstufe werden Wintersportwochen angeboten. In der neunten Schulstufe eine Sommersportwoche. Für die Schüler der achten und zehnten Schulstufe besteht die Möglichkeit für eine Sprach- oder Kulturreise, zum Beispiel nach Italien, Frankreich, Polen oder auch Griechenland.
Im September besuchen alle Klassen der 11. Schulstufe eine der Partnerschulen, entweder die „Buffalo Grove High School“ in der Nähe von Chicago (USA) oder die „Riverside Secondary High School“, in der Nähe von Vancouver (Kanada). Dort werden die Schüler bei Gastfamilien untergebracht und besuchen auch die dortige Partnerschule. Der Aufenthalt bei Familien der Partnerschulen dauert ca. zehn Tage. Anschließend findet noch eine zehntägige Rundfahrt statt.
Am Ende der siebenten Klasse besteht abermals der Schüleraustausch mit einer Partnerschule, der Schule Nr. 8 in Lemberg (Ukraine). Auch dort sind die Schüler der Kundmanngasse bei Schülern der Partnerschule untergebracht.
Weiter besteht die Möglichkeit, im Rahmen von klassenübergreifenden Projekten, an Reisen teilzunehmen.
Seit 2006 organisieren die römisch-katholischen Religionslehrer jedes Jahr eine Wallfahrt. Bis auf 2009 und 2011 führte die Wallfahrt in einer dreitägigen Wanderung jedes Jahr in den steirischen Wallfahrtsort Mariazell. Zweimal wurde eine Wallfahrt nach Assisi (Italien) veranstaltet, wo Wanderungen zu den Wirkungsstätten des hl. Franz von Assisi unternommen wurden. Im Juni 2013 ging die Wallfahrt nach Jerusalem.

## Schulpartnerschaften

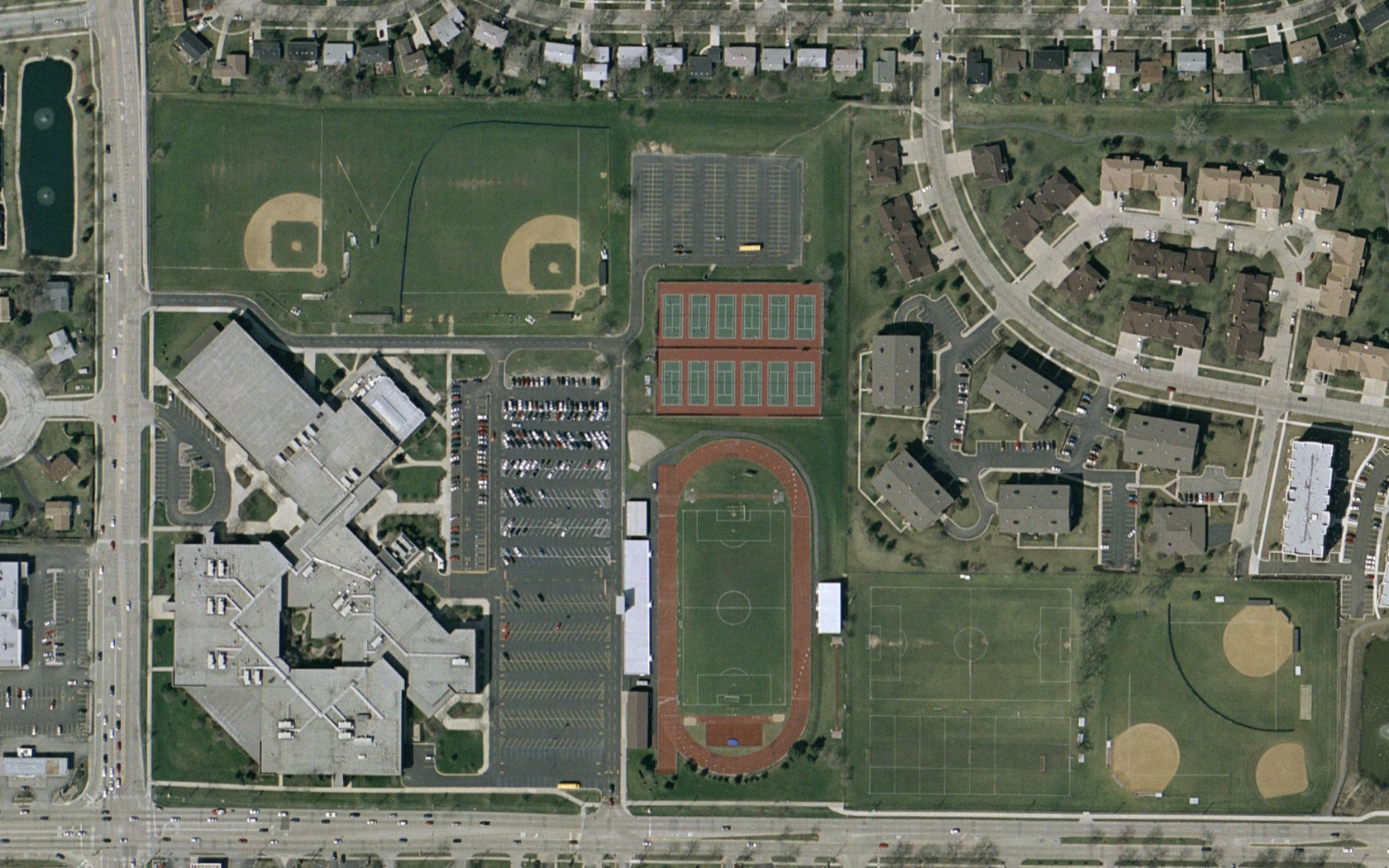
Ansicht der Buffalo Grove High School von oben

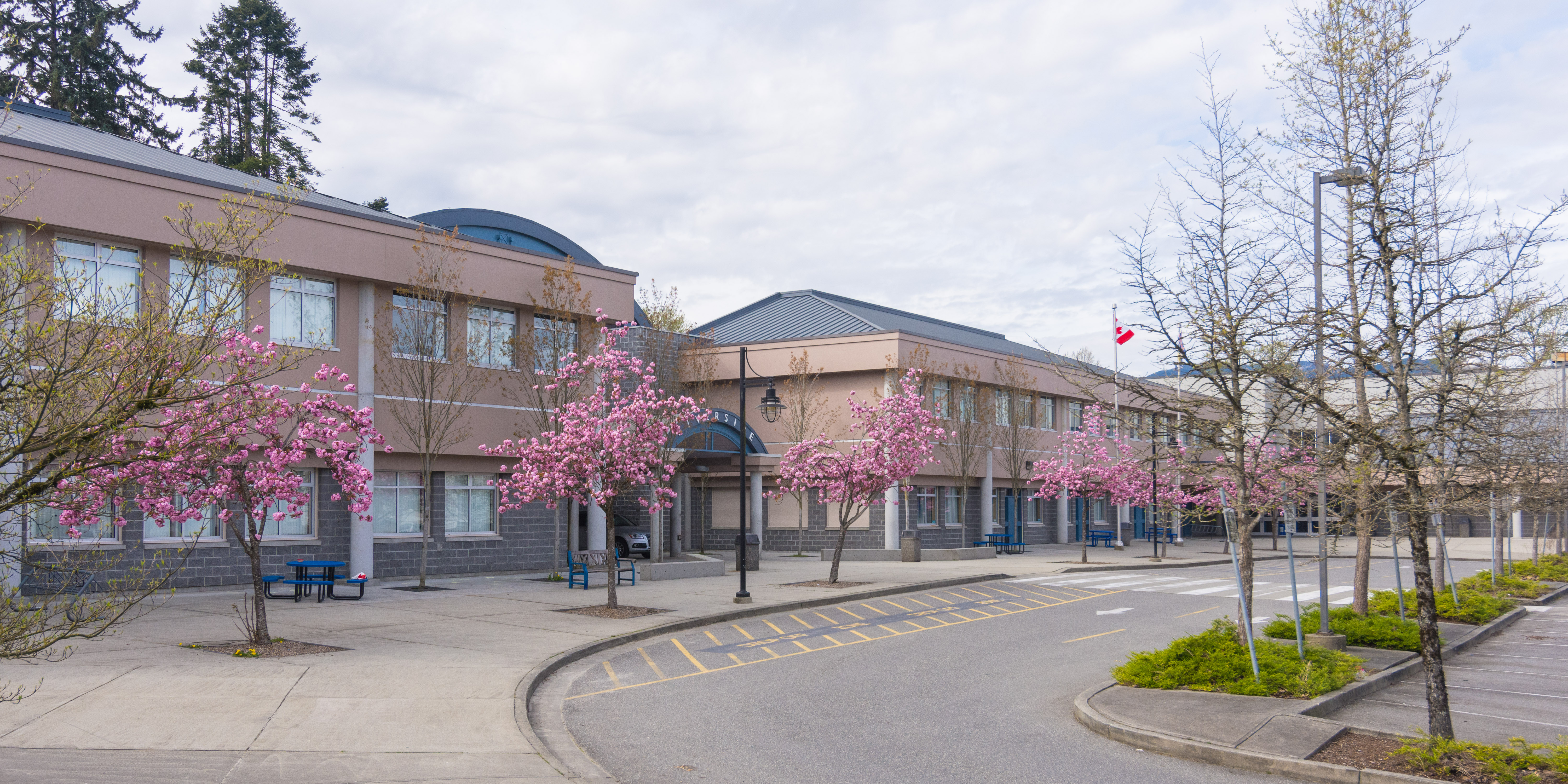
Ansicht der Riverside Secondary High School

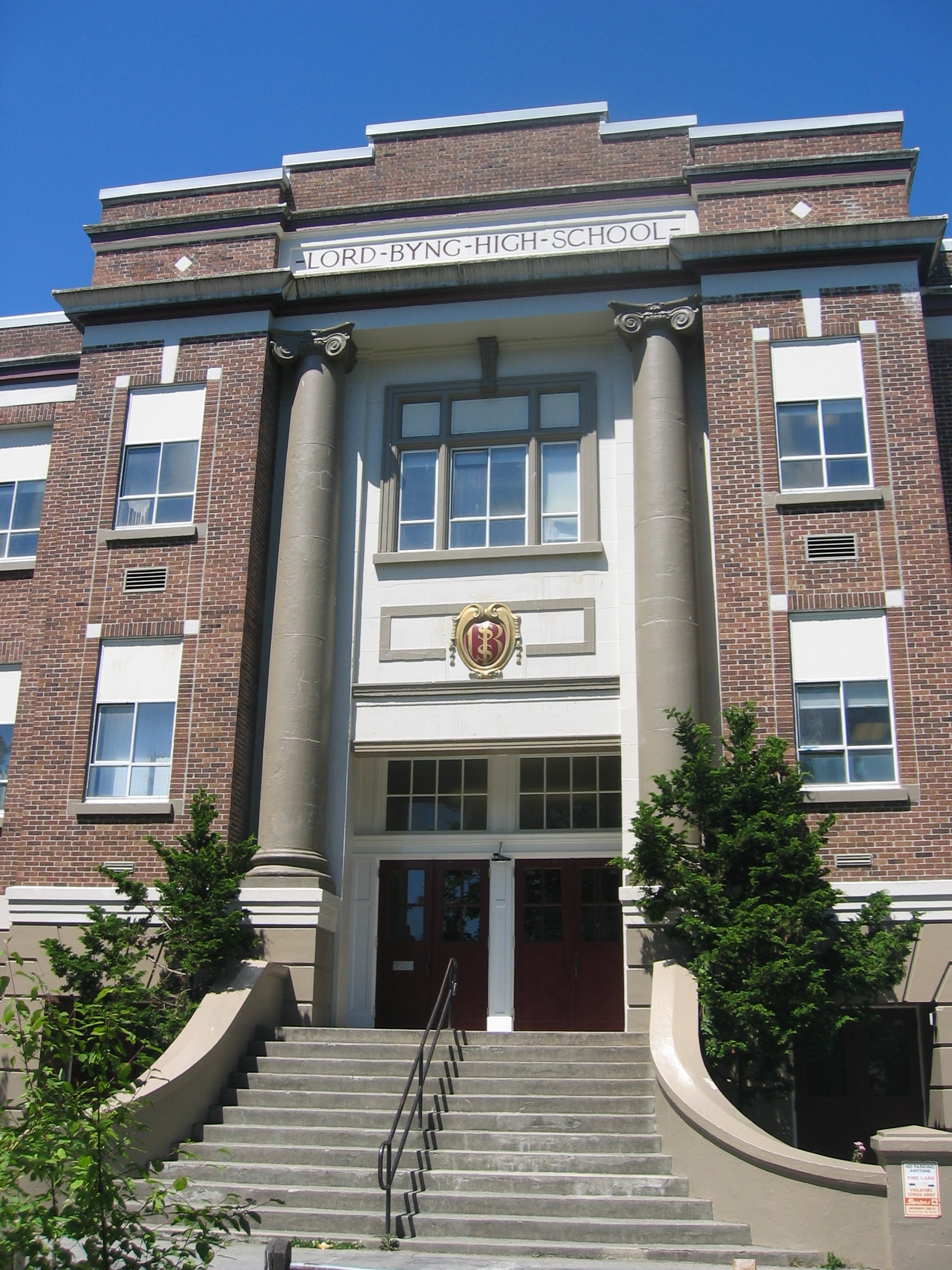
Lord Byng Secondary School

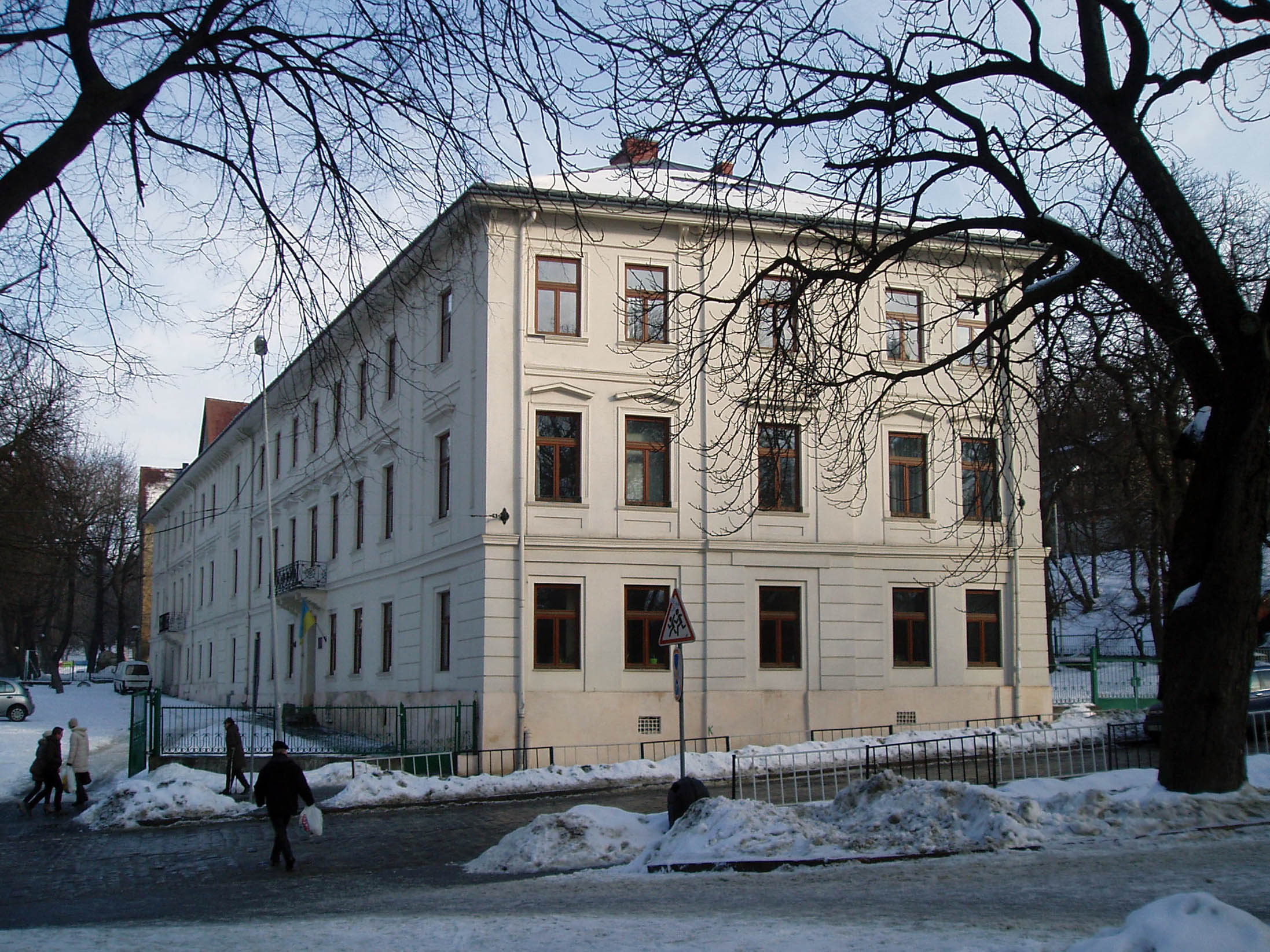
Schule Nr. 8 in Lemberg

### Buffalo Grove High School (USA)
Seit dem Jahr 1990 besteht eine Schulpartnerschaft mit der „Buffalo Grove High School“ in Buffalo Grove, Illinois, die durch die jährlichen Besuche der 7. Klassen des Gymnasiums Kundmanngasse und die alle drei Jahre stattfindenden Gegenbesuche der amerikanischen Schüler im Rahmen ihrer Europa-Konzerttournee gepflegt wird. Neben dem Schulbesuch der Buffalo Grove High School erfahren die österreichischen Schüler dort den „American Way of Life“, da sie bei den Familien der Schüler der Partnerschule untergebracht sind. Über die Feierlichkeiten im „Landstraßer Gymnasium“ zum 20-jährigen Bestehen der Schulpartnerschaft wurde auch in der Wien-Ausgabe des ORF-Formats „Bundesland heute“ vom 27. März 2010 berichtet.

### Riverside Secondary School (Kanada)
Zwischen 2005/2006 und 2017/18 bestand zusätzlich zur Schulpartnerschaft mit der Buffalo Grove High School auch ein Austauschprogramm mit der „Riverside Secondary School“ in Port Coquitlam, British Columbia. Dies findet für die österreichischen Schüler der 7. Klassen zeitgleich mit dem USA-Austausch im September statt. Auch hier nehmen die österreichischen Schüler am Schulalltag der Partnerschule teil und leben ebenfalls bei Gastfamilien.
Auch die kanadischen Schüler kamen einmal jährlich nach Wien und wurden von den Schülern der Kundmanngasse beherbergt.

### Lord Byng Secondary School (Kanada)
Seit dem Schuljahr 2018/2019 besteht zusätzlich zur Schulpartnerschaft mit der Buffalo Grove High School auch ein Austauschprogramm mit der „Lord Byng Secondary School“ in Vancouver. Dies findet für die österreichischen Schüler der 7. Klassen zeitgleich mit dem USA-Austausch im September statt. Auch hier nehmen die österreichischen Schüler am Schulalltag der Partnerschule teil und leben ebenfalls bei Gastfamilien.

### Schule Nr. 8 (Ukraine)
Seit 1997 besteht durch Vermittlung der „Österreich-Kooperation“ eine enge Verbindung zur „Schule Nr. 8“ in Lemberg, Ukraine. Schüler der 7. Klassen besuchen auf dem Weg dorthin die Gedenkstätte des ehemaligen KZ Auschwitz und die Stadt Krakau in Polen. In Lemberg selbst wohnen sie bei Familien der dortigen Schüler, lernen auf diese Weise die doch sehr unterschiedliche ukrainische Lebensweise kennen, nehmen an Besichtigungen, Ausflügen und geselligen Veranstaltungen teil und üben sich im Erlernen einiger Begriffe in der ukrainischen Sprache. Im Gegenzug unterstützen sie den dortigen Deutsch-Unterricht, der an dieser Schule einen traditionell besonders hohen Stellenwert hat. Eine Gruppe ukrainischer Schüler verbringt jeweils im September eine Wienwoche bei den Schülern der Kundmanngasse.

## Die Schule in Literatur und Medien

### Medien
Das Gymnasium Kundmanngasse ist vergleichsweise häufig in den österreichischen Medien. Vor allem die Tageszeitung „Die Presse“ berichtet zum Thema Schule oft aus diesem Gymnasium.
Unter anderem berichtete sie vom Religionsunterricht an dieser Schule.
Die Salzburger Nachrichten berichteten dafür vom Lehrermangel an Wiens Schulen.
Vor allem bei den Lehrerstreiks in den Jahren 2003 und 2009 war die Schule ins Blicklicht der Öffentlichkeit geraten.
Auch im Rahmen der Dienststellenversammlung gegen das neue Dienstrecht wurden am 5. Dezember 2013 kreative Protest-Vorschläge, etwa, dass jeder Lehrer ein anderes Fach unterrichtet, als das, für das er ausgebildet ist, diskutiert. „Die Presse“ berichtete davon.
Die „Salzburger Nachrichten“ berichteten nicht nur vom Streik, sondern auch vom Erfolg zweier Schüler bei der Mathematik-Olympiade 2007 in Hanoi (Vietnam).
Seit dem Jahr 2006 findet jedes Jahr im Februar ein vom Elternverein der Schule organisierter „Tag der Zivilcourage“ statt – von diesem wurde in einigen Medien berichtet. Auch der ORF berichtete in einer Wien-Ausgabe des ORF-Formats „Bundesland heute“ davon.
Das Schulgebäude war im Frühjahr 2010 Drehort für eine Episode der dritten Staffel der ORF-Kriminal-Fernsehserie „Schnell ermittelt“, welche am 18. Jänner 2011 erstmals in ORF eins ausgestrahlt wurde.
Als im Juni 2011 die Überdachung der Innenhöfe infolge eines Unwetters undicht wurde, berichtete „Die Presse“ davon.

## Bekannte ehemalige Schüler
| Name                       | Maturajahr                | zur Person                                                                                    |
| -------------------------- | ------------------------- | --------------------------------------------------------------------------------------------- |
| Paul Barnay                | 1902                      | Schauspieler und Regisseur                                                                    |
| Alexander Becherer         | 1980                      | Nuklearmediziner                                                                              |
| Brigitte Bierlein          | 1967                      | ehemalige Präsidentin des Verfassungsgerichtshofs und Bundeskanzlerin der Republik Österreich |
| Johannes Paul Chavanne     | 2001                      | Theologe                                                                                      |
| Franz Theodor Csokor       | 1904                      | Schriftsteller                                                                                |
| Wolfgang Danzmayr          | 1965                      | ORF-Salzburg Leiter Musik & Kultur bis 2009, Dirigent, Komponist, Autor                       |
| Anton Dawidowicz           | 1930                      | Musikpädagoge, Kapellmeister, Komponist                                                       |
| Heimito von Doderer        | 1914                      | Schriftsteller                                                                                |
| Hanns Eisler               | 1916                      | Komponist                                                                                     |
| Hermann Fillitz            | 1942                      | Kunsthistoriker                                                                               |
| Walter Fuchs               | 1968                      | Jurist und Ministerialbeamter                                                                 |
| Bernadette Grohmann-Németh | 1998                      | Schriftstellerin, Buchautorin, Journalistin und Ärztin                                        |
| Ernst Jandl                | 1943                      | Dichter und Schriftsteller                                                                    |
| Paul Kraker                | 1986                      | Redakteur und ORF-Radio- und Fernsehnachrichtensprecher                                       |
| Fritz Löhner-Beda          | 1901                      | Librettist, Schriftsteller, Verfasser des Buchenwaldliedes                                    |
| Alexander Lutz             | 1982                      | Schauspieler und Musiker                                                                      |
| Max Mell                   | ~1900                     | Dichter                                                                                       |
| Eva Menasse                | 1988                      | Schriftstellerin, Journalistin                                                                |
| Robert Menasse             | 1972                      | Schriftsteller                                                                                |
| Olivia Niepel              | 1998                      | Schriftstellerin                                                                              |
| Thomas Olechowski          | 1991                      | Rechtshistoriker                                                                              |
| Gunther Philipp            | 1936                      | Sportler, Arzt, Schauspieler                                                                  |
| Bruno Pittermann           | 1924                      | ehem. österreichischer Vizekanzler                                                            |
| Harry Schein               | 1938 der Schule verwiesen | Gründer des Schwedischen Filminstituts                                                        |
| Andreas Schieder           | 1988                      | Abgeordneter zum Europäischen Parlament, ehem. österreichischer Staatssekretär                |
| Stefan Schödl              | 1976                      | Entomologe                                                                                    |
| Karel Schwarzenberg        | 1957                      | ehem. tschechischer Außenminister                                                             |
| Felix Stadler              | 2013                      | Wiener Landtagsabgeordneter (Die Grünen)                                                      |
| Alexander Tschugguel       | 2011                      | Katholischer Aktivist                                                                         |
| Viktor Ullmann             | 1916                      | Komponist                                                                                     |
| Ingrid Wendl               | 1958                      | Eiskunstläuferin, Fernsehmoderatorin, ehem. Nationalratsabgeordnete                           |
| Ernst Woller               | 1972                      | ehem. Bundesratsabgeordneter und Landtagsabgeordneter in Wien                                 |
| Manfred Wurm               | 1968                      | Politiker                                                                                     |
| Harald Zierfuß             | 2018                      | ehemaliger Bundesschulsprecher, Landtagsabgeordneter und Klubobmann in Wien (ÖVP)             |

## Bekannte Lehrer
- Leo Lehner, österreichischer Komponist
- Richard Meister, österreichischer Geisteswissenschaftler
- Josef Pavlu, österreichischer Altphilologe und Platoninterpret
- Wolf Peschl, österreichischer Musikpädagoge, Dirigent und Komponist[39]
- Hans Wagner-Schönkirch, österreichischer Musikpädagoge[40]
- Ludwig Wittgenstein, österreichischer Philosoph[41][42]